# Ernesto García
Ernesto García (* 26. März 1974) ist ein spanischer Badmintonspieler. 

## Karriere
Ernesto García wurde 1992 erstmals nationaler Meister in Spanien. Acht weitere Titelgewinne folgten bis 2000. 1995 und 1997 nahm er an den Badminton-Weltmeisterschaften teil. 1996 wurde er Dritter bei den Welthochschulmeisterschaften.

## Sportliche Erfolge
| Saison | Veranstaltung                               | Disziplin    | Platz | Name                         |
| ------ | ------------------------------------------- | ------------ | ----- | ---------------------------- |
| 1991   | Spanien: Einzelmeisterschaften der Junioren | Herrendoppel | 1     | Arturo Ruiz / Ernesto García |
| 1992   | Spanien: Einzelmeisterschaften der Junioren | Herreneinzel | 1     | Ernesto García               |
| 1992   | Spanien: Einzelmeisterschaften der Junioren | Herrendoppel | 1     | Arturo Ruiz / Ernesto García |
| 1992   | Spanien: Einzelmeisterschaften              | Herrendoppel | 1     | Arturo Ruiz / Ernesto García |
| 1993   | Spanien: Einzelmeisterschaften              | Herrendoppel | 1     | Arturo Ruiz / Ernesto García |
| 1994   | Spanien: Einzelmeisterschaften              | Herrendoppel | 1     | Arturo Ruiz / Ernesto García |
| 1995   | Spanien: Einzelmeisterschaften              | Herrendoppel | 1     | Arturo Ruiz / Ernesto García |
| 1996   | Spanien: Einzelmeisterschaften              | Herrendoppel | 1     | Arturo Ruiz / Ernesto García |
| 1997   | Spanien: Einzelmeisterschaften              | Herrendoppel | 1     | Arturo Ruiz / Ernesto García |
| 1998   | Spanien: Einzelmeisterschaften              | Herrendoppel | 1     | Arturo Ruiz / Ernesto García |
| 1999   | Spanien: Einzelmeisterschaften              | Herrendoppel | 1     | Arturo Ruiz / Ernesto García |
| 2000   | Spanien: Einzelmeisterschaften              | Herrendoppel | 1     | Arturo Ruiz / Ernesto García |